# John D. Lowry
John D. Lowry (Peterborough, 2 de junho de 1932 — Califórnia, 21 de janeiro de 2012) foi um empresário canadense.